# Boson W
În fizică, bosonii W sunt particule elementare din familia bosonilor (deci cu spin întreg) care au sarcină electrică. Bosonii W sunt responsabili de interacțiunea nucleară slabă; simmbolul W provine de la cuvântul englezesc weak (slab). Există două tipuri de bosoni W, bosoni W+ și bosoni W−, diferențiați prin sarcina electrică +1, respectiv −1; cele două tipuri de bosoni W sunt unul antiparticula celuilalt.
Bosonii W au fost mai întâi preziși de teoria electroslabă elaborată de Sheldon Glashow, Steven Weinberg și Abdus Salam în 1968, teorie pentru care aceștia au fost distinși cu Premiul Nobel pentru Fizică în 1979. Experimental, bosonii W au fost observați pentru prima dată în ianuarie 1983 la Super Proton Synchrotron (Super Sincrotronul de Protoni) de la CERN, Elveția, de către echipe de cercetători conduse de Carlo Rubbia și Simon van der Meer. Conform unui studiu publicat în revista Science, cea mai precisă măsurare a bosonului W contrazice direct regulile modelului standard.